# 佐藤洋二郎
佐藤 洋二郎（さとう ようじろう、1949年〈昭和24年〉6月 - ）は、日本の小説家。元日本大学芸術学部教授。

## 経歴
福岡県生まれ。中学校から島根県で過ごす。1974年中央大学経済学部卒業。大学を出たのち、公認会計士になろうと簿記学校に通っていたが、小説を書きたいという思いから熱が入らなかった。25歳の時、慶応義塾大学に通う弟妹らが読んでいた『三田文學』に新人の投稿窓口があるのを知り、初めての小説「湿地」を書く。同作は投稿の一年後に掲載され、作家になろうと決心する。
以後、十年以上没原稿が続く（エッセイ集『人生の風景』『沈黙の神々I・II』などに収録）。その頃、立松和平と知り合う。立松からは「中上健次は毎月、北方謙三は二か月に一度、持ち込んでいる。おれは三か月。きみはもっと少ないからデビューが遅いんだ、それにおれたちには妻子がいるからな」と言われ、心構えの違いを思い知らされて奮起する。
その後、『河口へ』（集英社）や『夏至祭』(講談社)で注目され、作品発表の場を広げる。この当時は荒々しい筆致で、骨太な作家として取り上げられることが多かった。人間の生きる哀しみと孤独をテーマに、「本能」や「業」ということを強く意識した作品を多くものしている。また、人格は風土がつくると考え、自分が生まれ育った九州や山陰、及び東京・千葉などを文学磁場としている。近年は古代史や歴史の作品も多い。
1994年から関東学院や青山短期大学などで非常勤講師を務めたのち、1998年から日本大学芸術学部で教員をしていた。2020年に退職。こどもの頃から知らない土地を歩くのが好きで、放浪癖があり、思想的背景はないが、全国の神社、離島巡り、居酒屋探訪を趣味としている。神社は数千社、離島は100島以上歩き、『沈黙の神々I・II』（松柏社）、『島の文学を歩く』（書肆侃侃房）など新聞や雑誌に掲載されたものをまとめたものがある。とくに神社は正史と違う稗史が見えておもしろい。また「一遍上人絵伝」の中の60数か所すべての土地を巡ったり、親鸞の足跡を訪ねて全国をまわるなどした。
小説に土地と恋愛をテーマにした『神名火』（小学館文庫)『未完成の友情』『恋人』(講談社)、短編集に『忍土』『坂物語』『東京 』（講談社）『ミセス順』(文藝春秋)『東京ブリッヂ』（ジョルダンブックス）、長編に『グッバイ　マイラブ』(東京新聞社)『夏の響き』(集英社)『前へ、進め』(講談社)、そのほかの作品集に『妻籠め』（小学館）『佐藤洋二郎小説選集1・2』(論創社)などがある。 現在、日本文藝家協会常務理事・日本近代文学館常務理事・日中文化交流協会理事・舟橋聖一文学賞及び青年文学賞選考委員・日大文芸コンクール選考委員・漂流紀行文学賞審査員・「季刊文科」編集委員などを歴任。

## 受賞
- 1995年（平成7年）: 『夏至祭』で第17回野間文芸新人賞を受賞
- 2000年（平成12年）: 『岬の蛍』で第49回芸術選奨新人賞を受賞
- 2001年（平成13年）: 『イギリス山』で第5回木山捷平文学賞を受賞

## 著書
- 『河口へ』（集英社　1992／　小学館文庫　1999）
- 『前へ、進め』（講談社 1993）
- 『夏至祭』（講談社　1995／後に文庫　1999）
- 『夢の扉』（集英社 1996）
- 『遠い夕焼け』（ものがたりうむ・河出物語館）（河出書房新社　1996）
- 『大落選』（河出書房新社　1996）
- 『父の恋人』（ベネッセコーポレーション　1996）
- 『神名火』（河出書房新社　1997／小学館文庫　2009）
- 『息子の名は濯』（三一書房　1997）
- 『岬の蛍』（集英社　1998）
- 『土建屋懺悔録』（シングルカット　1999）
- 『イギリス山』（集英社　2000）
- 『猫の喪中』（集英社　2000）
- 『極楽家族』（講談社　2000）
- 『実戦 小説の作法』（日本放送出版協会　2002）
- 『新版 小説の作法』 (ジョルダンブックス　2009）
- 『南無』（集英社　2002）
- 『おーい、宗像さん』（講談社　2002）
- 『ミセス順』（文藝春秋　2002）
- 『福猫小判夏まつり』（講談社　2003）
- 『人生の風景』（作品社　2004）
- 『沈黙の神々 1』（松柏社　2005）
- 『夏の響き』（集英社　2005）
- 『やきにく丼、万歳!　おやじの背中、息子の目線』（松柏社　2006）
- 『未完成の友情』（講談社 2006）
- 『恋人』（講談社　2008）
- 『沈黙の神々 2』（松柏社　2008）
- 『厳父の作法』（日本放送出版協会・生活人新書　2009）
- 『お母さんブタのダンス』（産経新聞出版　2009）
- 『東京』（講談社　2009）
- 『島の文学を歩く』（書肆侃侃房　2010）
- 『腹の蟲』（講談社　2010）
- 『坂物語』（講談社　2011）
- 『グッバイマイラブ』（東京新聞出版局　2012）
- 『T0KYO-BRIDGE 東京ブリッジ』(ジョルダンブックス　2012）
- 『親鸞 既往は咎めず』（松柏社　2014）
- 『忍土』（幻戯書房　2014）
- 『妻籠め』（小学館　2016/小学館文庫　2018）
- 『佐藤洋二郎小説選集1 「待ち針」』(論創社　2019)
- 『佐藤洋二郎小説選集2 「カプセル男」』(論創社　2019)
- 『未練』(ワック　2019)
- 『Y字橋』(鳥影社　2022)
- 『偽りだらけ 歴史の闇』（ワック　2023）
- 『百歳の陽気なおばあちゃんが人生でつかんだ言葉』(鳥影社　2023)
- 『夜を抱く』(鳥影社　2024)
- 『間違いだらけの日本古代史』(経営科学出版　2024)

### 共・編著
- まぼろしの現代文学　ブックthe文芸1（著：文芸編集部,河出書房新社,1993）
- 文学1995「ありふれた一日」（編：日本文芸家協会,講談社,1995）
- 文学1997「他人の夏」（編：日本文芸家協会,講談社,1997）
- 歌のいろいろ－エッセイ2000（日本文芸家協会,光村図書出版2000）
- 文学2000「運動会」（編：日本文芸家協会,講談社,2000）
- 文学2001「綿毛」（編：日本文芸家協会,講談社,2001）
- 結婚・エロス　戦後短篇小説再発見13（編：講談社文芸文庫,講談社,2003）
- 青年期をどう生きたか（キハラ株式会社,2003）
- 文学2004「入学式」（編：日本文芸家協会,講談社2004）
- 一語一会（編：朝日新聞社,亜紀書房,2005）
- 温泉小説（監：富岡幸一郎,アーツアンドクラフツ,2006）
- 「海ゆかば」の昭和（編：新保祐司，イプシロン出版企画,2006）
- ちょっと長い関係のブルース - 君は浅川マキを聴いたか（編：喜多條忠,有楽出版社,2011）
- ベスト・エッセイ2014「秋山駿さんが亡くなった」（編：日本文芸家協会,光村図書出版,2014）
- 現代小説クロニクル2000-2004「入学式」（講談社文芸文庫,2015）
- 『一遍上人と遊行の旅』（上田薫共著 松柏社,2016）
- 『おーい、丼』（ちくま文庫,2017）
- 文学2018「瀞」（編：日本文芸家協会,講談社2018）
- 『芥川賞候補傑作選　平成編(2)「猫の喪中」』（春陽堂書店,2021）
- ベスト・エッセイ2023「生きているだけで幸福」（編：日本文芸家協会,光村図書出版,2023）

### 対談
- 「大学文芸誌を超えて」(加藤宗哉)　（江古田文学,2003年冬号）
- 「言語の壁を越えた作家たち」(揚逸)　（季刊文科73号,2018年）
- 「国境を越えた私小説」(リービ英雄)　（季刊文科80号,2020年）
- 「旅×文学」(川村湊)　（季刊文科89号,2022年）
- 「文学における土地の力」(藤沢周)　（季刊文科93号,2023年）
- 「中国という厄介者」(石平)　（WiLL,2023年12号）
- 「秋山駿の文学」(富岡幸一郎)　（季刊文科97号,2024年)

### 単行本未収録作品
- 「思い出づくり」（『始更』2021年19号・30枚）
- 「蛍」（『始更』2022年20号・30枚）
- 「鴨川」（『始更』2023年21号・50枚）
- 「天女」（『季刊文科』2024年97号 秋季号・30枚）
- 「聞こえない相聞歌」（『始更』2024年22号・30枚）
- 「池上線」(『季刊文科』2025年99号春季号・30枚)
- 「愛染明王の女」(『季刊文科』2025年100号夏季号・30枚)

### 解説
- 「但馬太郎治伝」（獅子文六）（講談社文芸文庫,2000年）
- 「西郷隆盛伝説」（佐高信）(角川ソフィア,2017年)
- 「親鸞　四つの謎を解く」（梅原猛）（新潮文庫,2017年）
- 「簡単な生活者の意見」（秋山駿）（講談社文芸文庫,2025年）